# Народный рух Украины

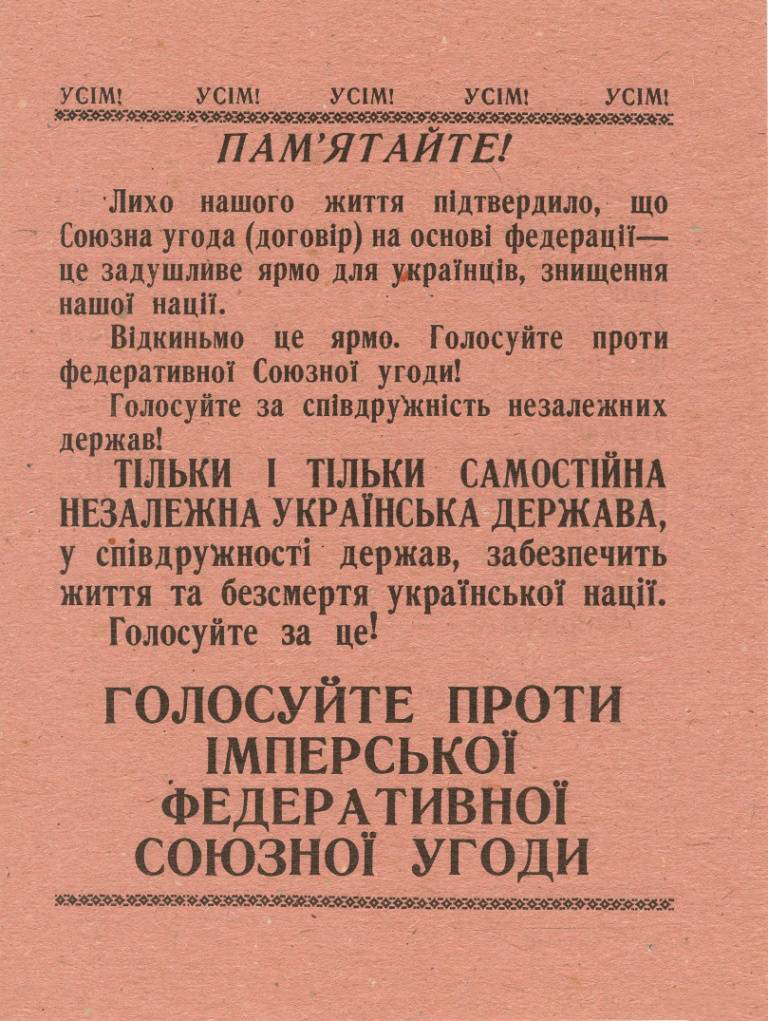
Агитационная листовка Народного Руха Украины в поддержку независимости, 1991 год

Народный рух Украины, или Народное движение Украины (укр. Народний Рух України), сокращённо Рух, — политическая партия современной Украины, созданная как общественное движение в 1989 году.

## История

### Создание
НРУ был основан 8—10 сентября 1989 года под названием «Народное движение Украины за перестройку» (укр. «Народний Рух України за перебудову») на I (Учредительном) Собрании в Киеве на базе ряда демократических объединений и предложенных Союзом писателей Украины Программы и Устава (напечатаны в газете «Літературна Україна» 16 февраля 1989 года). Первым руководителем партии был избран поэт Иван Драч. Вначале НРУ объединял людей, иногда с диаметрально противоположными взглядами: от либерально настроенных коммунистов до радикальных националистов. Со временем большинство приверженцев крайних идеологий (коммунисты и правые радикалы) покинуло ряды движения в связи с преобладанием в нём участников с национал-демократическими взглядами.
В 1989 году создается так называемая «Варта Руху» для защиты интересов последователей НРУ, которую возглавил львовский медик Юрий Криворучко, заместителем Криворучко был Олег Тягнибок. Среди лидеров «Варты Руху» был и Андрей Парубий. Вячеслав Черновол относился к этому образованию настороженно и после провозглашения Акта независимости Украины заявил, что формирование нужно распустить. Участники «Варты Руху» предпочли реорганизоваться в Социал-национальную партию Украины (СНПУ), позже переименованную во Всеукраинское объединение «Свобода».
Первой крупной акцией НРУ было участие в организации 22 января 1990 года «Живой цепи» в честь 71-й годовщины «Акта Злуки» — объединения Украинской Народной Республики с Западноукраинской Народной Республикой в 1919 году. Люди, взявшись за руки, стояли по обочине дороги Ивано-Франковск — Стрый — Львов — Луцк — Ровно — Новоград-Волынский — Житомир — Киев.
После создания в 1990 году Украинской республиканской партии (УРП) и Демократической партии Украины (ДемПУ) НРУ заключил неформальную коалицию с этими политическими силами и другими, более мелкими организациями. 9 февраля 1990 года НРУ был официально зарегистрирован при Совете министров УССР.

### Политическое движение
30 марта 1990 года НРУ участвовал в выборах в Верховный Совет УССР XII созыва (Верховная рада Украины I созыва). В парламенте депутаты НРУ составили костяк оппозиционного блока «Народна рада», который насчитывал 125 депутатов из 450. 1—5 августа 1990 года НРУ провёл очередную крупную акцию — массовый выезд своих членов в Запорожье в честь 500-летия украинского казачества. 25—28 октября 1990 года состоялись II Всеукраинские сборы НРУ. В устав движения была включена его подлинная цель — достижение независимости Украины, а из названия убрано упоминание о перестройке. Были избраны руководитель НРУ (Иван Драч), его заместители, центральное правление, секретариат, политсовет, координационный совет, совет коллегий и совет национальностей.
В 1991 году своим кандидатом на пост президента Украины НРУ выдвинул не занимавшего высоких должностей в аппарате НРУ общественного деятеля Вячеслава Черновола, одного из основателей партии. На президентских выборах 1 декабря 1991 года Вячеслав Черновол занял второе место после Леонида Кравчука, набрав 23,27 % голосов. Во время предвыборной кампании фактически распалась хрупкая коалиция НРУ, УРП и ДемПУ, так как последние выдвинули своих кандидатов на пост главы государства.

### Первый раскол
В январе 1992 года НРУ был перерегистрирован Минюстом Украины в связи со значительными изменениями в уставе. 28 февраля — 1 марта 1992 года прошли III Всеукраинские сборы НРУ, на которых был предотвращён раскол партии, назревавший в связи с противостоянием Вячеслава Черновола с одной стороны, и Ивана Драча и Михаила Горыня — с другой. Все три деятеля стали сопредседателями НРУ. Кроме того, была официально расторгнута коалиция с УРП и ДемПУ, которые заявили о поддержке нового президента Украины — Леонида Кравчука. НРУ же объявил о своей оппозиционности.
Раскол всё же произошёл в декабре 1992 года, на IV Всеукраинских сборах НРУ (4—6 декабря), когда главой партии был избран Вячеслав Черновол. Недовольные его политикой вышли из партии и создали «Всенародный Рух Украины» (ВНРУ), политическая деятельность которого вскоре прекратилась. На съезде также было решено официально переформировать НРУ в политическую партию, так как до этого он официально считался политическим движением. 1 февраля 1993 года Минюст Украины зарегистрировал НРУ как политическую партию

### Политическая партия
В 1993—1994 годах в два этапа (10—12 декабря 1993 года и 16—17 апреля 1994 года) были проведены V Всеукраинские сборы НРУ, на которых обсуждалось участие в парламентских и президентских выборах. По результатам выборов 27 марта 1994 года НРУ смог провести в Верховную раду Украины II созыва всего 20 депутатов. Кандидата в президенты НРУ не выдвигал.
VI Всеукраинские сборы НРУ состоялись 15—17 декабря 1995 года. На них была принята новая редакция программы и устава. Состоявшиеся 28—29 октября 1997 года VII Всеукраинские сборы НРУ были целиком посвящены предстоящим парламентским выборам. На прошедших 29 марта 1998 года выборах в Верховный Совет НРУ получил 9,4 % голосов (48 мандатов), заняв второе место после Коммунистической партии Украины (КПУ).
На VIII Всеукраинских сборах НРУ 30 мая 1998 года заместителем главы партии на место Вячеслава Черновола был избран Юрий Костенко. 12—13 декабря 1998 года состоялись IX Всеукраинские сборы НРУ, на которых были выдвинуты две возможные кандидатуры на пост президента Украины (на 1999 год были запланированы выборы президента) — Геннадия Удовенко и Вячеслава Черновола, который снял свою кандидатуру в январе 1999 года.

### Второй раскол
Вскоре в НРУ произошёл второй раскол. Юрий Костенко и группа его сторонников, недовольные результатами девятого съезда, провели 28 февраля 1999 году съезд, названный ими X Всеукраинскими сборами НРУ, на котором инициатор был провозглашён главой партии. В противовес этим действиям НРУ провёл 7 марта 1999 года второй этап IX Всеукраинских сборов НРУ. На них были подтверждены полномочия Вячеслава Черновола, и было объявлено о лишении Юрия Костенко поста заместителя главы НРУ. Кандидатом в президенты был избран Геннадий Удовенко. Кроме того, делегаты проголосовали за создание политического блока с партией Реформы и порядок. В том же году происходит создание молодёжного крыла партии — Всеукраинской общественной организации «Молодой Народный Рух» во главе с Юрием Криворучко.
В то же время группа Юрия Костенко продолжала называть себя истинным НРУ. В 1999 году Верховный суд Украины окончательно отказал группе его сторонников в праве сохранить за собой название партии, в связи с чем те вынуждены были сменить название на Украинский народный рух (УНР), в 2003 году преобразованный в Украинскую народную партию (УНП).

### Третий раскол
25 марта 1999 года в автокатастрофе под Борисполем погиб глава НРУ Вячеслав Черновол, что оказалось невосполнимой утратой для партии. Обвинения в адрес украинских властей в том, что автокатастрофа была подстроена, остаются недоказанными. 31 марта Центральное правление НРУ избрало исполняющим обязанности главы партии Геннадия Удовенко, избранный главой партии 14 мая 1999 года НРУ во время X Всеукраинских сборов НРУ. В остальном были подтверждены решения второго этапа прошлого съезда.
31 октября 1999 года прошёл первый тур выборов президента Украины. Юрий Костенко набрал 2,17 % голосов и обогнал таким образом Геннадия Удовенко, набравшего всего лишь 1,22 %. НРУ уходит в украинской политике на второй план.
В 2000 году в НРУ произошёл третий раскол. Видный деятель партии Богдан Бойко с группой своих единомышленников провёл 25 ноября 2000 года Первый Всеукраинский Съезд Народного руха Украины за Единство. Таким образом из НРУ вышла ещё одна партия — Народный рух Украины за Единство (НРУ(Е)). 5—6 мая 2001 года прошли XI Всеукраинские сборы НРУ, на которых главой партии был переизбран Геннадий Удовенко.

### Блок партий «Наша Украина»
На XII Всеукраинских сборах НРУ 8 декабря 2001 года делегаты партии приняли решение войти в блок партий «Наша Украина», в составе которого НРУ выступал на парламентских выборах 31 марта 2002 года. Партия получила 13 мест во фракции «Наша Украина». 3 мая 2003 года на XIII Всеукраинских сборах НРУ главой партии был избран Борис Тарасюк.
На проведённых 20 марта 2004 года XIV Всеукраинских сборах НРУ были изменены программа и устав партии. Кроме того, делегаты съезда решили поддержать Виктора Ющенко на президентских выборах, если он выдвинет свою кандидатуру. После его прихода к власти лидер НРУ Борис Тарасюк получил пост министра иностранных дел Украины в правительстве Юлии Тимошенко. Этот же пост он получил в правительстве Юрия Еханурова.
19 февраля 2005 года прошли XV Всеукраинские сборы НРУ, на которых было решено участвовать в переформированном блоке партий «Наша Украина». Это же решение было подтверждено на XVI Всеукраинских сборах НРУ 27 ноября 2005 года, и НРУ официально вошёл в Блок «Наша Украина», в составе которого выступал на парламентских выборах 26 марта 2006 года. В результате НРУ смог провести в Верховную Раду Украины V созыва 13 депутатов. Кроме того на местных выборах 2006 года НРУ получил несколько мест в Верховном Совете Автономной Республики Крым. 8 августа 2006 года лидер партии Борис Тарасюк прошёл по квоте президента в кабинет Януковича, сохранив свой пост министра иностранных дел.

### Блок «Рух — Украинская десница»

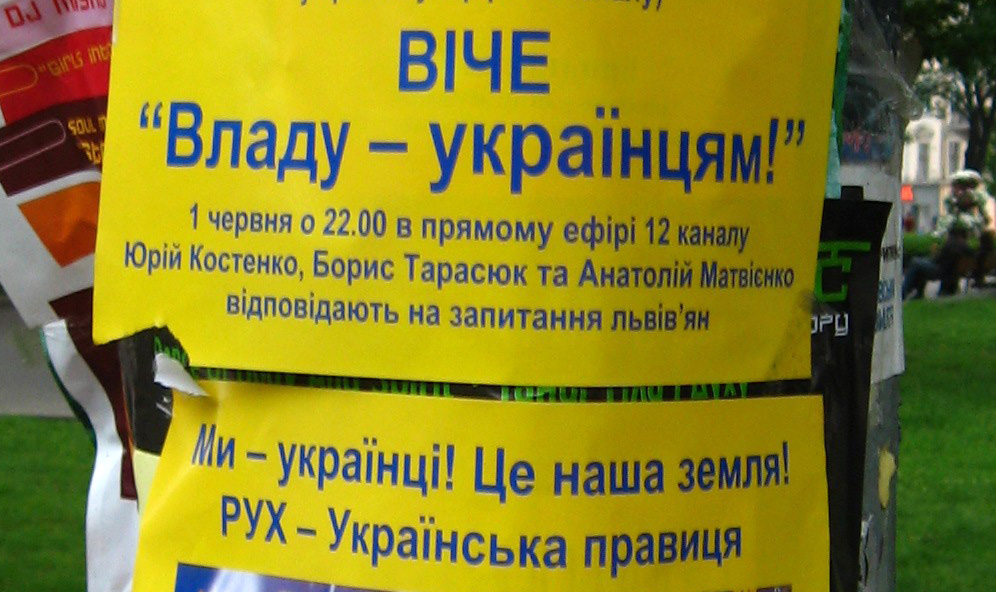
«Власть украинцам!» Листовка блока «Рух — украинская десница», в который входил НРУ

4 октября 2006 года блок партий «Наша Украина» (в том числе НРУ) заявил о переходе в оппозицию, несмотря на то, что их представитель продолжал быть членом кабмина. Борис Тарасюк ушёл в отставку лишь 30 января 2007 года.
10 апреля 2007 года начались XVII Всеукраинские сборы НРУ, на которых были подтверждены полномочия Бориса Тарасюка. На следующий день съезд принял решение о создании предвыборного блока правых сил при участии НРУ, УНП, Украинской платформы «Собор» (УРП «С»), Конгресса украинских националистов (КУН), Нашей Украины (НУ) и Христианско-демократического союза (ХДС). 10 апреля 2007 года Борис Тарасюк и лидеры УРП «С» Анатолий Матвиенко и УНП Юрий Костенко подписали соглашение о создании предвыборного блока «Рух — Украинская десница». 16 апреля 2007 года межпартийный съезд блока утвердил список кандидатов в народные депутаты. В первую пятёрку блока вошли Борис Тарасюк, Юрий Костенко и Анатолий Матвиенко.

### Блок «Наша Украина — Народная самооборона»
5 июля 2007 года блок «Рух — Украинская десница» вместе с НУ, партией «Вперёд, Украина!», Европейской партией Украины (ЕПУ), Партией защитников Отечества (ПОЗ), ХДС, КУН и Гражданской партией «Пора» вошёл в состав блока «Наша Украина — Народная самооборона». Позднее КУН вышел из состава блока. Решение о вхождении в блок «Наша Украина — Народная самооборона» вызвало внутрипартийный конфликт. Лидеры ряда областных партийных организаций требовали отставки председателя НРУ Бориса Тарасюка, его заместителя Вячеслава Коваля и главы контрольно-ревизионной комиссии Александра Черноволенко. По итогам выборов блок «Наша Украина — Народная самооборона» занял третье место, получив 14,15 % (72 места в парламенте, из них шесть от НРУ).
25 января 2009 года прошёл второй этап XVIII внеочередных сборов НРУ, на котором был переизбран председателем партии Борис Тарасюк. В ходе внутрипартийной борьбы были лишены партийных билетов руководители львовской и тернопольской областных организаций Ярослав Кендзьор и Иван Стойко, добровольно вышли из партии сторонники президента Ющенко Лесь Танюк и вдова Вячеслава Черновола Атена Пашко. Борис Тарасюк выступил с критикой президента Украины Виктора Ющенко.
В июне 2009 года Верховная рада в честь 20-летия создания НРУ поручила правительству и местным властям соорудить на одной из центральных площадей Киева монумент и переименовать эту площадь в площадь Народного Руха Украины за перестройку.
На XVIII съезде партии 24 октября 2009 года было принято решение о поддержке на президентских выборах в 2010 году Юлии Тимошенко.

### «Объединённая оппозиция „Батькивщина“»
2 марта 2012 года Всеукраинское объединение «Батькивщина» и НРУ подписали соглашение о сотрудничестве на следующих парламентских выборах, согласно которому они составят общий список по мажоритарным и партийным округам на базе «Батькивщины».
19 мая 2013 года на объединённом съезде УНП и НРУ было принято решение об объединении партий на юридической основе НРУ. Главой объединённой партии был избран глава НРУ Василий Куйбида, а первым заместителем — и. о. главы УНП Иван Заяц. До 1 ноября 2013 года проходила перерегистрация членов объединённой партии. Но процесс объединения был прекращен из-за отсутствия законного механизма объединения партий. На сегодняшний день Украинская народная партия и Народный рух Украины продолжают работать как отдельные независимые политические организации.

### Дальнейшая деятельность
30 ноября 2013 Народный Рух Украины в своем заявлении расценил срыв подписания Соглашения об ассоциации с ЕС в Вильнюсе и кровавый разгон евромайдан как антиконституционные действия оккупационных властей и призвал украинский народ сплотиться в защиту европейского выбора, государственного суверенитета, демократии и ответить всеукраинской политической забастовкой
Руховцы принимали активное участие в протестах, которые с конца 2013 года проходили в форме митингов, демонстраций, студенческих забастовок.
Активисты Руха среди первых начали выставлять палатки на Майдане в начале Революции Достоинства. В так называемой «руховской юрте» (палатка в форме юрты) проходили совещания и заседания Политсовета НРУ. Там было восстановлено «Варту Руха». Ежедневно в резиденции Движения на улице Гончара, 33 проживало до 1500 человек. С первых дней войны руховцы активно участвуют в ней. При батальоне «Киевская Русь» создано подразделение «Варта Руху».
29 марта 2014 состоялось внеочередное ХХИИ Всеукраинское собрание Народного Руха Украины, выдвинули кандидатом на пост Президента Украины на внеочередных выборах Президента Украины 25 мая 2014 голову НРУ Куйбида.
25 мая 2014 состоялись внеочередные выборы Президента Украины, в которых впервые после 1999 года принял участие Народный Руха Украины.
6 сентября 2014 состоялся второй этап внеочередного XXIII Всеукраинского собрания Народного Руха Украины Украины, приняли принять участие во внеочередных выборах народных депутатов Украины 26 октября 2014. Делегаты выдвинули кандидатов в народные депутаты Украины от Народного Руха Украины в одномандатных избирательных округах, утвердили обновленный состав Политического совета НРУ и Центрального провода, внесли изменения в Устав Народного Руха Украины, одобрили Программу и Ценности Руха.
8 сентября 2014 исполнилась 25-я годовщина со дня основания Народного Руха Украины [13].
16 мая 2015 председателем Народного Руха Украины переизбран на второй срок Василий Куйбида.
По итогам выборов 2014 года представители партии не получили ни одного мандата в Верховной раде Украины.
В декабре 2015 года в Народный Рух Украины присоединилась Всеукраинская координационная рада майдана.
19 апреля 2016 года в состав партии вошли два народных депутата — Павел Кишкар и Виктор Кривенко.
С 28 мая 2017 председателем партии был избран народный депутат Украины Кривенко Виктор Николаевич.